# Championnat d'Irlande du Nord de football 2010-2011
Navigation
Édition précédente Édition suivante
Le Championnat d'Irlande du Nord de football 2010-2011 est la 109e édition du Championnat d'Irlande du Nord de football. C’est aussi la troisième saison depuis la mise en place d’une nouvelle formule de compétition. Le  Linfield Football Club défend le titre de champion acquis au terme de la saison 2009-2010. 

## Les 12 clubs participants
| \| Belfast · Cliftonville · Linfield · Crusaders · Glentoran · Donegal Celtic Ballymena United Coleraine FC Newry City Portadown FC Dungannon Swifts Glenavon FC Distillery FC \| Localisation des clubs engagés dans le championnat. |
| Belfast · Cliftonville · Linfield · Crusaders · Glentoran · Donegal Celtic Ballymena United Coleraine FC Newry City Portadown FC Dungannon Swifts Glenavon FC Distillery FC                                                           |

| Club                                    | Stade                 | Capacité | Ville     |
| --------------------------------------- | --------------------- | -------- | --------- |
| Ballymena United Football Club          | The Showgrounds       | 7 500    | Ballymena |
| Cliftonville Football Club              | Solitude              | 7 200    | Belfast   |
| Coleraine Football Club                 | The Showgrounds       | 6 600    | Coleraine |
| Crusaders Football Club                 | Seaview               | 9 100    | Belfast   |
| Donegal Celtic Football and Social Club | Donegal Celtic Park   | 3 000    | Belfast   |
| Lisburn Distillery Football Club        | New Grosvenor Stadium | 8 000    | Lisburn   |
| Dungannon Swifts Football Club          | Stangmore Park        | 3 000    | Dungannon |
| Glenavon Football Club                  | Mourneview Park       | 7 300    | Lurgan    |
| Glentoran Football Club                 | The Oval              | 14 100   | Belfast   |
| Linfield Football Club                  | Windsor Park          | 20 500   | Belfast   |
| Newry City Football Club                | The Showgrounds       | 6 500    | Newry     |
| Portadown Football Club                 | Shamrock Park         | 5 800    | Portadown |

## Compétition

### La pré-saison
Le 15 juin 2010, la fédération nord-irlandaise décide de l’adoption d’un « salary cap » pour tous les clubs professionnels disputant la première division nationale. Celui-ci est fixé à 60 % de son chiffre d’affaires

### Classement
Le classement est établi sur le barème de points classique (victoire à 3 points, match nul à 1, défaite à 0).
| Rang | Équipe           | Pts | J  | G  | N  | P  | Bp | Bc | Diff |
| ---- | ---------------- | --- | -- | -- | -- | -- | -- | -- | ---- |
| 1    | Linfield FC T C  | 85  | 38 | 26 | 7  | 5  | 80 | 29 | +51  |
| 2    | Crusaders FC     | 74  | 38 | 23 | 5  | 10 | 78 | 59 | +19  |
| 3    | Glentoran FC     | 66  | 38 | 20 | 6  | 12 | 63 | 41 | +22  |
| 4    | Cliftonville FC  | 58  | 38 | 17 | 7  | 14 | 60 | 56 | +4   |
| 5    | Portadown FC     | 50  | 38 | 15 | 5  | 18 | 49 | 58 | -9   |
| 6    | Distillery FC    | 48  | 38 | 14 | 6  | 18 | 50 | 66 | -16  |
|      |                  |     |    |    |    |    |    |    |      |
| 7    | Coleraine FC     | 56  | 38 | 17 | 5  | 16 | 51 | 60 | -9   |
| 8    | Dungannon Swifts | 51  | 38 | 14 | 9  | 15 | 50 | 53 | -3   |
| 9    | Ballymena United | 49  | 38 | 12 | 13 | 13 | 48 | 56 | -8   |
| 10   | Glenavon FC      | 45  | 38 | 12 | 9  | 17 | 60 | 59 | +1   |
| 11   | Donegal Celtic P | 32  | 38 | 8  | 8  | 22 | 55 | 89 | -34  |
| 12   | Newry City       | 26  | 38 | 6  | 8  | 24 | 37 | 65 | -28  |

| Légende : Qualifications et relégations | Légende : Qualifications et relégations                                                |
| --------------------------------------- | -------------------------------------------------------------------------------------- |
|                                         | 2nd tour de qualification de la Ligue des champions                                    |
|                                         | 2nd tour de qualification de la Ligue Europa                                           |
|                                         | 1er tour de qualification de la Ligue Europa                                           |
|                                         | Barrage de relégation contre le deuxième de D2                                         |
|                                         | Relégation en deuxième division                                                        |
|                                         | T : Tenant du titre C : Vainqueurs de la Coupe d'Irlande du Nord de football P : Promu |

## Bilan de la saison
| Tableau d'Honneur                         |             |
| Compétition                               | Vainqueur   |
| Championnat d'Irlande du Nord de football | Linfield FC |
| Coupe d'Irlande du Nord de football       | Linfield FC |

| Promotions et relégations |                               |
| Relégués                  | Newry City Football Club      |
| Promus                    | Carrick Rangers Football Club |

## Statistiques

### Meilleur buteur
| Rang | Nom            | Club           | Buts |
| ---- | -------------- | -------------- | ---- |
| 1    | Peter Thompson | Linfield FC    | 23   |
| 2    | Paul McVeigh   | Donegal Celtic | 19   |
| 2    | Jordan Owens   | Crusaders FC   | 19   |